# Yury Panchenko
Yuriy Petrovych Panchenko (em ucraniano:  Юрій Петрович Панченко; Kiev, 5 de fevereiro de 1959) é um ex-jogador de voleibol da Ucrânia que competiu pela União Soviética nos Jogos Olímpicos de 1980 e 1988.
Em 1980, ele fez parte do time soviético que conquistou a medalha de ouro no torneio olímpico, no qual atuou em seis partidas. Oito anos depois, ele ganhou a medalha de prata com a equipe soviética na competição olímpica de 1988, participando de três jogos.